# Park Selwerd
Park Selwerd is een klein park in het noorden van de stad Groningen. Het park ligt tussen de wijken Selwerd en Paddepoel, tussen de Eikenlaan en de Noordelijke ringweg. Aan de noordelijke kant van de ringweg loopt het park over in het terrein van het voormalige kasteel Selwerd en de Paddepoelsterweg richting het van Starkenborghkanaal.
Het park is aangelegd in de jaren zeventig van de twintigste eeuw als wijkpark voor Selwerd en Paddepoel. Aan de rand van het park stond tot 2021 de Witte boerderij. Tot in de jaren tachtig van de twintigste eeuw werd de boerderij gebruikt als kerkruimte, vanaf 1993 als moskee. 
De route van het Pieterpad loopt door het park. Langs het fietspad door het park staat het kunstwerk Levensloop van Loes Heebink.
Bevrijdingsbos ·
Coendersborg ·
Eelderbaan ·
Groene Long Beijum ·
Groenestein ·
Kardinge ·
Lewenborg ·
Meerstad ·
Molukkenplantsoen ·
Noorderplantsoen ·
Oosterpark ·
Oude Hortus ·
Oosterpoort ·
Piccardthof ·
Piccardthofplas ·
Pioenpark ·
Prinsentuin ·
Roege Bos ·
Selwerd ·
Stadspark ·
Sterrebos ·
Westpark ·
Zuiderplantsoen